# 阿莫雷生
阿莫雷生（英语：Almorexant；开发代号：ACT-078573），或译阿莫伦特，是一种食欲素拮抗剂，可作为食欲素受体（OX1和OX2）的竞争性拮抗剂。该药物由制药公司Actelion和葛兰素史克开发，用于治疗失眠。由于在试验中观察到肝酶短暂升高后对阿莫雷生的肝脏安全性存在担忧，该药物的开发于2011年1月被中止。

## 药理学

### 药效学
阿莫雷生是一种竞争性双重OX1和OX2受体拮抗剂，它可选择性抑制OX1和OX2受体激活所产生的功能性后果，例如细胞内Ca2+动员。它与食欲素受体的解离速度非常缓慢，这可能会延长其作用持续时间。

## 历史
阿莫雷生最初由Actelion开发，从2007年开始被报道为一种潜在的重磅药物，因为其新颖的作用机制（食欲素受体拮抗作用）被认为能产生比传统的苯二氮䓬类药物和Z类药物更好的睡眠质量和更少的副作用。这些传统药物主导了数十亿美元的失眠药物市场。
2008年，葛兰素史克以1.47亿美元的首期付款从Actelion手中购买了阿莫雷生的开发和营销权。如果该药物成功完成临床开发并获得美国食品药品监督管理局批准，这笔交易的价值估计为32亿美元。葛兰素史克和Actelion继续共同开发该药物，并于2009年11月完成了III期临床试验。
然而在2011年1月，Actelion和葛兰素史克宣布，由于阿莫雷生的副作用，他们将放弃对其的开发。
2014年，Actelion的研究人员发表的研究表明，阿莫雷生具有轻微的滥用潜力，但滥用潜力明显低于唑吡坦。